# Onychiurus okaensis
Onychiurus okaensis is een springstaartensoort uit de familie van de Onychiuridae. De wetenschappelijke naam van de soort is voor het eerst geldig gepubliceerd in 1905 door Becker.